# Malaysian Electronic Payment System
Малазийская система электронных платежей (MEPS) - поставщик услуг межбанковской сети в Малайзии. В августе 2017 года MEPS объединилась с Малазийской корпорацией электронных расчетов Sdn Bhd (MyClear), чтобы сформировать платежную сеть Malaysia Sdn Bhd (PayNet).
MEPS играет важную роль во внедрении смарт-карт для карт банкоматов (ATM), которые являются обновлением карт на основе чипов по сравнению с предыдущими картами с магнитной полосой, выпущенными для клиентов всех банков.
Карта также обладает множеством функций. Можно использовать три основные функции, а именно банкомат (с различными комбинациями банковских транзакций), электронный дебет (онлайн-оплата покупок) в участвующих торговых точках и MEPS Cash (предоплаченная карта, которую можно использовать для оплаты в участвующих торговых точках).
MEPS является членом Азиатской платежной сети (APN).

## Функционал
Компания занимается следующими вопросами:
- Разработка и внедрение платежных сервисов
- Предоставление и управление общей инфраструктурой для участвующих финансовых учреждений
- Действующие системы клиринга и расчетов по электронным платежам для финансовой индустрии
- Правила соблюдения соответствующих стандартов
- Разработка технических стандартов и спецификаций для смарт-карт
- Услуги по сертификации платежных смарт-карт и центров персонализации

## Награды
- ISO / IEC 27001 для системы управления информационной безопасностью (ISMS)
- Система менеджмента качества ISO 9001: 2008
- MS 1900: 2005 Системы менеджмента качества – Требования с точки зрения ислама
- Малазийская книга рекордов как первая ИТ-компания, прошедшая сертификацию с точки зрения ислама
- Десятка любимых брендов по версии Superbrands Малайзии
- Международная организация по картам и электронным платежам (CEPI) 2015 Asia Payment Awards – Лучшая инициатива по одноранговым платежам (высоко оценена)